# Amy Madigan
Amy Marie Madigan (Chicago, Illinois, Estados Unidos, 11 de setembro de 1950), mais conhecida como Amy Madigan, é uma atriz estadunidense vencedora do Golden Globe.

## Carreira
Amy Madigan iniciou sua carreira em 1982 e, no ano seguinte, foi indicada ao Golden Globe. Em 1984, venceu o prêmio de melhor atriz no Festival Internacional de Cinema Fantàstico de Sitges, na Espanha, pelo filme Streets of Fire. Em 1985, foi indicada ao Oscar de melhor atriz coadjuvante pelo filme Twice in a Lifetime e, nesse mesmo ano, venceu o prêmio de melhor atriz no CableACE Awards por The Laudromat e voltou a vencer nesse festival em 1995. Em 1989, venceu o Globo de Ouro de melhor atriz coadjuvante por sua atuação em Roe v. Wade. Teve também indicações no Emmy Award, Independent Spirit Awards e Satellite Awards.

### Vida pessoal
É casada com o ator Ed Harris desde 1983 e, juntos, tiveram uma filha nascida em 1993.

## Filmografia
| Ano  | Filme                                               | Papel              | Notas           |
| ---- | --------------------------------------------------- | ------------------ | --------------- |
| 1982 | Victims                                             | Chloe Brill        | Filme para a TV |
| 1982 | Love Child                                          | Terry Jean Moore   |                 |
| 1983 | The Day After                                       | Alison Ransom      | Filme para a TV |
| 1983 | Love Letters                                        | Wendy              |                 |
| 1984 | Places in the Heart                                 | Viola Kelsey       |                 |
| 1984 | Streets of Fire                                     | McCoy              |                 |
| 1985 | Alamo Bay                                           | Glory              |                 |
| 1985 | The Laundromat                                      | Deedee Johnson     | Filme para a TV |
| 1985 | Twice in a Lifetime                                 | Sunny              |                 |
| 1987 | Nowhere to Hide                                     | Barbara Cutter     |                 |
| 1988 | The Prince of Pennsylvania                          | Carla Headlee      |                 |
| 1989 | Field of Dreams                                     | Annie Kinsella     |                 |
| 1989 | Uncle Buck                                          | Chanice Kobolowski |                 |
| 1993 | The Dark Half                                       | Liz Beaumont       |                 |
| 1994 | And Then There was One (film)                       | Roxy Ventola       | Filme para a TV |
| 1996 | Riders of the Purple Sage                           | Jane Withersteen   | Filme para a TV |
| 1996 | Female Perversions                                  | Maddie Stephens    |                 |
| 1998 | A Bright Shining Lie                                | Mary Jane Vann     | Filme para a TV |
| 1999 | Having Our Say: The Delany Sisters' First 100 Years | Amy Hill Hearth    | Filme para a TV |
| 2000 | Pollock                                             | Peggy Guggenheim   |                 |
| 2002 | A Time for Dancing                                  | Jackie Russell     |                 |
| 2002 | Just a Dream                                        | Cindy Wilder       |                 |
| 2002 | The Laramie Project                                 | Reggie Fluty       | Filme para a TV |
| 2004 | The Discontents                                     | Beth Walker        |                 |
| 2004 | In the Land of Milk and Money                       | Arlyne             |                 |
| 2005 | Winter Passing                                      | Lori Lansky        |                 |
| 2007 | Gone Baby Gone                                      | Bea McCready       |                 |
| 2008 | Living Proof                                        | Fran Visco         | Filme para a TV |
| 2011 | That's What I Am                                    | Principal Kelner   |                 |
| 2011 | Future Weather                                      | Greta              |                 |
| 2013 | The Lifeguard                                       | Justine            |                 |

| Ano       | Show                     | Papel            | Notas                  |
| --------- | ------------------------ | ---------------- | ---------------------- |
| 1981      | Hart to Hart             | Adele            | 1 episódio             |
| 1981      | CHiPs                    | Jewel Bennett    | 1 episódio             |
| 1994      | Frasier                  | Maggie           | 1 episódio, apenas voz |
| 2003–2005 | Carnivàle                | Iris Crowe       | 24 episódios           |
| 2007      | Criminal Minds           | Jane             | 2 episódios            |
| 2008      | Saving Grace (TV series) | Gretchen Lagardi | 1 episódio             |
| 2008–2009 | Grey's Anatomy           | Dr. Wyatt        | 8 episódios            |
| 2009      | ER                       | Mary Taggart     | 2 episódios            |
| 2010      | Law & Order              | Emily Ryan       | 1 episódio             |
| 2010–2011 | Fringe (TV series)       | Marilyn Dunham   | 3 episódios            |
| 2011      | Memphis Beat             | Kate Murphy      | 1 episódio             |

## Prêmios e indicações
| Ano  | Festival                                              | Prêmio                                                                   | Filme or show de televisão | Resultado |
| ---- | ----------------------------------------------------- | ------------------------------------------------------------------------ | -------------------------- | --------- |
| 1983 | Golden Globe Award                                    | Nova estrela - Feminino                                                  | Love Child                 | Indicada  |
| 1984 | Festival Internacional de Cinema Fantástico de Sitges | Melhor atriz                                                             | Streets of Fire            | Venceu    |
| 1985 | CableACE Awards                                       | Atriz em especial de teatro ou drama                                     | The Laundromat             | Venceu    |
| 1986 | Golden Globe Award                                    | Melhor atriz coadjuvante                                                 | Twice in a Lifetime        | Indicada  |
| 1986 | Oscar                                                 | Melhor atriz coadjuvante                                                 | Twice in a Lifetime        | Indicada  |
| 1989 | Emmy Award                                            | Melhor atriz coadjuvante em Minisérie ou especial                        | Roe v. Wade                | Indicada  |
| 1989 | Independent Spirit Awards                             | Melhor atriz                                                             | The Prince of Pennsylvania | Indicada  |
| 1989 | Golden Globe Award                                    | Melhor atriz coadjuvante em séries, mini-séries ou filme feito para a TV | Roe v. Wade                | Venceu    |
| 1995 | CableACE Awards                                       | Melhor atriz em filme ou mini-série                                      | And Then There Was One     | Venceu    |
| 1998 | Independent Spirit Awards                             | Melhor atriz coadjuvante                                                 | Loved                      | Indicada  |
| 1999 | Satellite Awards                                      | Melhor atriz coadjuvante em mini-séries ou filme feito para a TV         | A Bright Shining Lie       | Indicada  |
| 2003 | Satellite Awards                                      | Melhor atriz coadjuvante em séries, mini-séries ou filme feito para a TV | Just a Dream               | Indicada  |
| 2004 | Satellite Awards                                      | Melhor atriz em séries dramática                                         | Carnivàle                  | Indicada  |